# Bocageopsis
Bocageopsis là chi thực vật có hoa trong họ Annonaceae.

## Các loài
- Bocageopsis canescens (Benth.) R.E.Fr., 1931
- Bocageopsis mattogrossensis (R.E.Fr.) R.E.Fr., 1931
- Bocageopsis multiflora (Mart.) R.E.Fr., 1931
- Bocageopsis pleiosperma Maas, 1986